# Lijst van Nederlandse veld- en zeeslagen
Deze lijst geeft een overzicht van de Nederlandse veld- en zeeslagen vanaf 1560.

## 1560 - 1700

### Nederlands-Portugese Oorlog(1588-1662)
- Slag bij Bantam
- Slag bij Cape Rachardo
- Slag om de Perzische Golf
- Slag bij Elmina (1625)
- Beleg van Recife (1630)
- Slag bij Pernambuco

### Nederlandse verovering van de Banda-eilanden(1609–1621)
- Slag om Banda Neira (1609)
- Expedities tegen Lontor, Run en Ai (1609–1611)
- Verovering van Ai (1615–1616)
- Beleg van Run (1617–1620)
- Engels–Nederlandse zeeoorlog (1618–1619)
- Bloedbad van Banda (1621)

### Eerste Engels-Nederlandse Oorlog(1652-1654)
- Slag bij Dover
- Zeeslag bij Plymouth
- Zeeslag bij Elba
- Slag bij de Hoofden
- Slag bij de Singels
- Driedaagse Zeeslag (bij Portland)
- Slag bij Livorno
- Zeeslag bij Nieuwpoort
- Slag bij Ter Heijde

### Zweeds-Nederlandse Oorlog(1657-1660)
- Slag in de Sont

### Tweede Engels-Nederlandse Oorlog(1665-1667)
- Zeeslag bij Lowestoft
- Slag in de Baai van Bergen
- Vierdaagse Zeeslag
- Tweedaagse Zeeslag
- Tocht naar Chatham

### Derde Engels-Nederlandse Oorlog(1672-1674)
- Slag bij Solebay
- Eerste Slag bij het Schooneveld
- Tweede Slag bij het Schooneveld
- Slag bij Kijkduin

### Hollandse Oorlog(1672-1679)
- Gronings Ontzet
- Beleg van Groenlo (1672)
- Beleg van Bredevoort (1672)
- Beleg van Coevorden (1672)
- Slag bij Kijkduin
- Beleg van Bonn (1673)
- Beleg van Maastricht (1673)
- Slag bij Sinsheim
- Slag bij Seneffe
- Slag bij Entzheim
- Slag bij Mulhouse (1674)
- Slag bij Turckheim
- Slag bij Fehrbellin
- Slag bij Sasbach
- Slag op de Konzer Brücke
- Slag bij Stromboli
- Slag bij Agosta
- Slag bij Bornholm
- Slag bij Öland (1676)
- Slag bij Palermo
- Slag bij Halmstad
- Slag bij Lund
- Beleg van Valenciennes
- Beleg van Kamerijk (1677)
- Slag bij Kassel (1677)
- Slag bij Møn
- Slag in de Baai van Køge
- Slag bij Malmö
- Slag bij Landskrona
- Slag bij Kochersberg
- Beleg van Offenburg
- Beleg van Ieper
- Slag bij Rheinfelden
- Slag bij Gengenbach
- Slag bij Saint-Denis

### Glorious Revolution(1680-1689)
- Slag aan de Boyne

### Negenjarige Oorlog(1688-1697)
- Slag bij Beachy Head
- Slag bij Steenkerke
- Eerste Slag bij Neerwinden

## 1700 - 1815

### Spaanse Successieoorlog(1701-1714)
- Zeeslag bij Vigo
- Slag bij Blenheim
- Slag bij Ramillies
- Slag van Almansa
- Slag bij Oudenaarde
- Slag bij Wijnendale
- Slag bij Malplaquet

### Travancore-oorlog(1739-1741)
- Slag bij Colachel

### Oostenrijkse Successieoorlog(1740-1748)
- Slag bij Fontenoy
- Slag bij Rocourt
- Slag bij Lafelt
- Beleg van Bergen op Zoom (1747)
- Beleg van Maastricht (1748)

### Boni-oorlogen(1757-1793)
- Expedities naar Fort Boekoe (1770-1772)

### Vierde Engels-Nederlandse Oorlog(1780-1784)
- Slag bij de Doggersbank (1781)

### Brabantse Omwenteling(1789-1790)
- Slag bij Turnhout (1789)

### Eerste Coalitieoorlog(1792-1797)
- Beleg van Maastricht (1793)
- Beleg van Maastricht (1794)
- Slag bij Fleurus (1794)
- Slag om Muizenberg
- Zeeslag bij Kamperduin

### Tweede Coalitieoorlog(1799-1802)
- Slag bij Callantsoog
- Slag bij Krabbendam
- Slag bij Bergen (1799)
- Slag bij Alkmaar
- Slag bij Castricum

### Napoleontische oorlogen(1804-1815)
- Slag om Suriname
- Slag bij Blaauwberg
- Beleg van Stralsund (1807)
- Slag bij Durango (1808)
- Slag om Stralsund (1809)
- Britse invasie van Walcheren
- Slag bij Quatre-Bras
- Slag bij Waterloo

## 1821 - heden

### Expedities naar Palembang (1819-1859)
- Eerste expeditie naar Palembang (1819)
- Tweede expeditie naar Palembang (1821)
- Expedities naar de Palembangse Bovenlanden (1851-1859)

### Expedities naar Boni (1824-1860)
- Eerste Boni-expeditie (1824)
- Tweede Boni-expeditie (1825)
- Eerste Boni-expeditie van 1859
- Tweede Boni-expeditie van 1859-1860

### Belgische Revolutie(1830-1839)
- Tiendaagse Veldtocht
- Slag om Hasselt
- Slag bij Leuven (1831)
- Beleg van Antwerpen (1832)

### Expedities naar de westkust van Sumatra (1831-1841)
- Expeditie naar de westkust van Sumatra (1831)
- Opstand aan de westkust van Sumatra (1841)

### Expedities naar Bali 1846-1849
- Eerste expeditie naar Bali (1846)
- Tweede expeditie naar Bali (1848)
- Derde expeditie naar Bali (1849)

### Expedities naar Borneo (1823-1885)
- Expeditie naar de westkust van Borneo (1823
- Expeditie naar de westerafdeling van Borneo (1850-1854
- Expeditie tegen de Chinezen te Montrado (1854-1855
- Expeditie naar de Zuider- en Oosterafdeling van Borneo (1859-1863
- Opstand der Chinezen in Mandor (1884-1885)

### Atjehoorlog(1873-1914)
- Eerste Atjehexpeditie
- Tweede Atjehexpeditie
- Edi-expeditie
- Pedir-expeditie

### Expedities naar Lombok (1894-1897)
- Lombok-expeditie (1894)
- Militaire excursie naar Midden-Lombok (1897)

### Tweede Wereldoorlog(1940-1945)
- Duitse aanval op Nederland in 1940
- Slag bij Mill
- Slag om Den Haag
- Strijd om de Maasbruggen in Rotterdam
- Slag om de Grebbeberg
- Slag om de Afsluitdijk
- Strijd in Zeeland
- Slag bij Manado
- Slag bij Straat Makassar
- Slag om Balikpapan
- Slag om Ambon
- Slag in de Straat Badoeng
- Slag in de Javazee
- Slag om Arnhem
- Slag om Delfzijl (1945)

### Politionele acties/ Indonesische Onafhankelijkheidsoorlog (1945-1949)
- Slag bij Vlakke Hoek

### Oorlog in Afghanistan(2001-)
- Operatie Achilles
- Slag bij Chora